# Vladimir Vilisov
Vladimir Petrovitch Vilisov - en russe : Владимир Петрович Вилисов, né le 19 avril 1976 est un fondeur russe.

## Biographie
Il obtient deux podiums individuels en Coupe du monde, à Lahti en 1999 sur 15 kilomètres classique et en 2000 sur 30 kilomètres classique.

## Palmarès

### Jeux olympiques d'hiver
| Épreuve / Édition | Salt Lake City 2002 |
| Poursuite         | 36e                 |
| 30 km libre       | 15e                 |
| 50 km classique   | 15e                 |

### Championnats du monde
Il obtient deux septièmes places comme meilleurs résultats, sur le 50 kilomètres classique en 1999 et le 50 kilomètres libre en 2001.

### Coupe du monde
- Meilleur classement général : 21e en 1999.
- 2 podiums individuels.